# William Galley
William Galley là một cầu thủ bóng đá người Anh từng thi đấu ở Football League cho Glossop ở vị trí tiền vệ cánh trái.

## Đời tư
Galley phục vụ ở vị trí Air Mechanic 3rd Class tại Royal Air Force trong Thế chiến thứ nhất.